# Gare de Durgapur
La gare de Durgapur (bengali : দুর্গাপুর রেলওয়ে স্টেশন ; anglais : Durgapur railway station) est située à Durgapur, dans l'État indien du Bengale-Occidental. Elle se trouve sur la section Bardhaman–Asansol (en) de l'Eastern Railway zone (en), entre les gares de Rajbandh et de Waria. Elle dessert Durgapur et les zones industrielles environnantes.

## Historique
Le premier train de passagers de l'Est de l'Inde circule de Howrah à Hooghly le 15 août 1854. La ligne est étendue à Raniganj en 1855.
Le secteur de Mankar–Waria est électrifié en 1955–56.

## Images

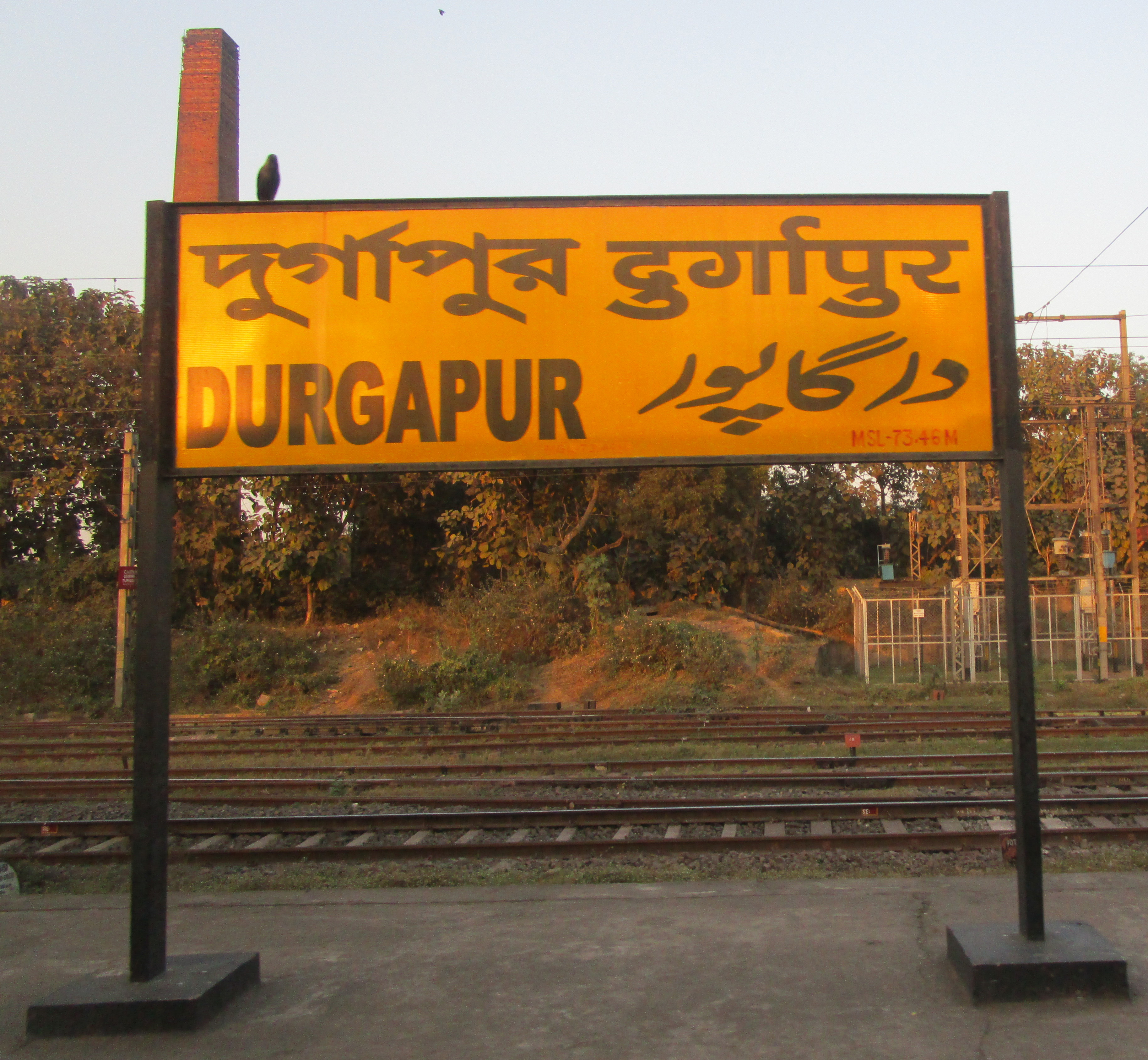
Signalisation
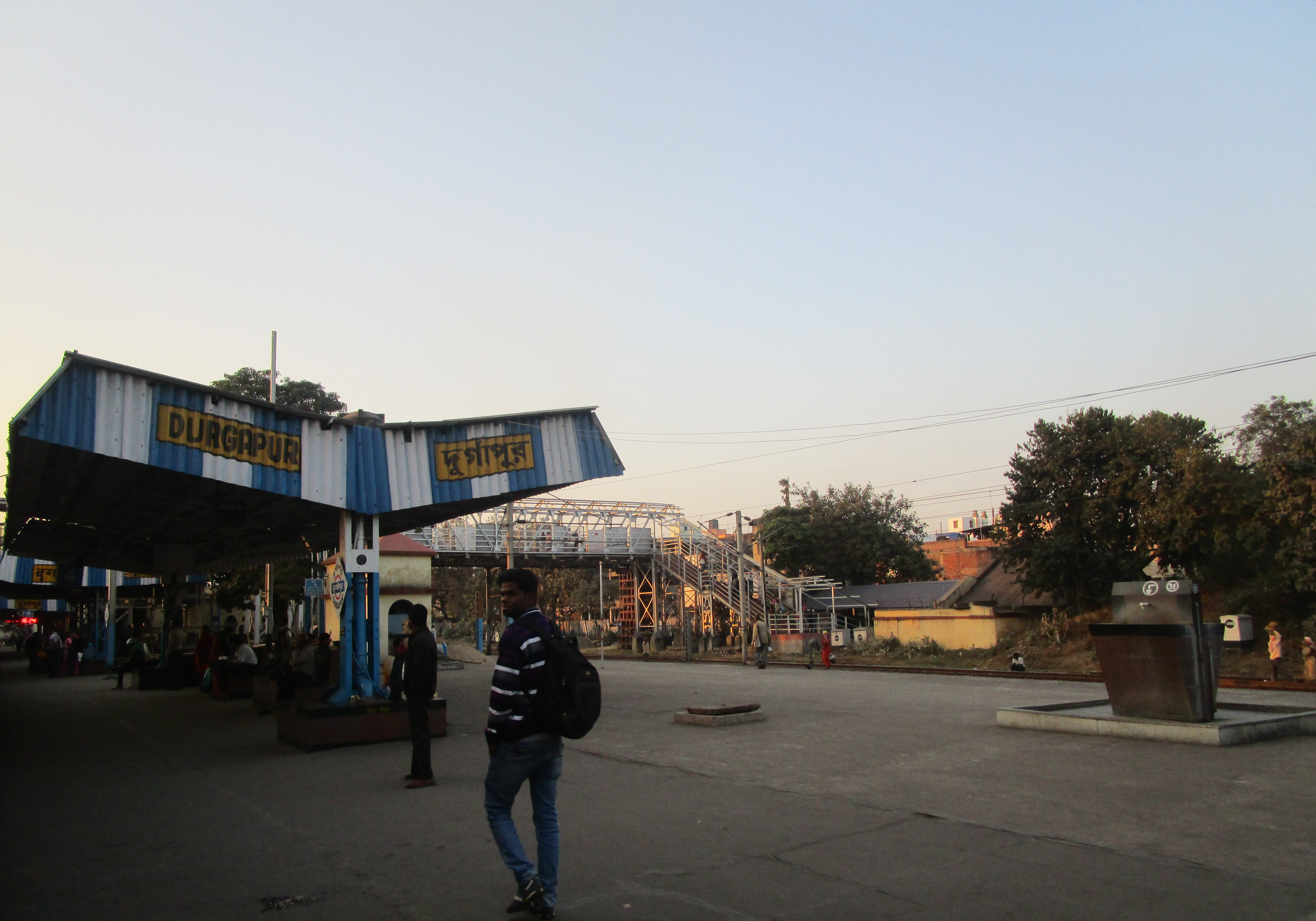
Un quai de la gare de Durgapur